# باجهاخيت
باجهاخيت (بالإنجليزية: Bajhakhet)‏ هي مدينة من مدن نيبال. يبلغ عدد سكانها 3177 نسمة وذلك حسب إحصائيات سنة 1991.